# Blå skvadronen

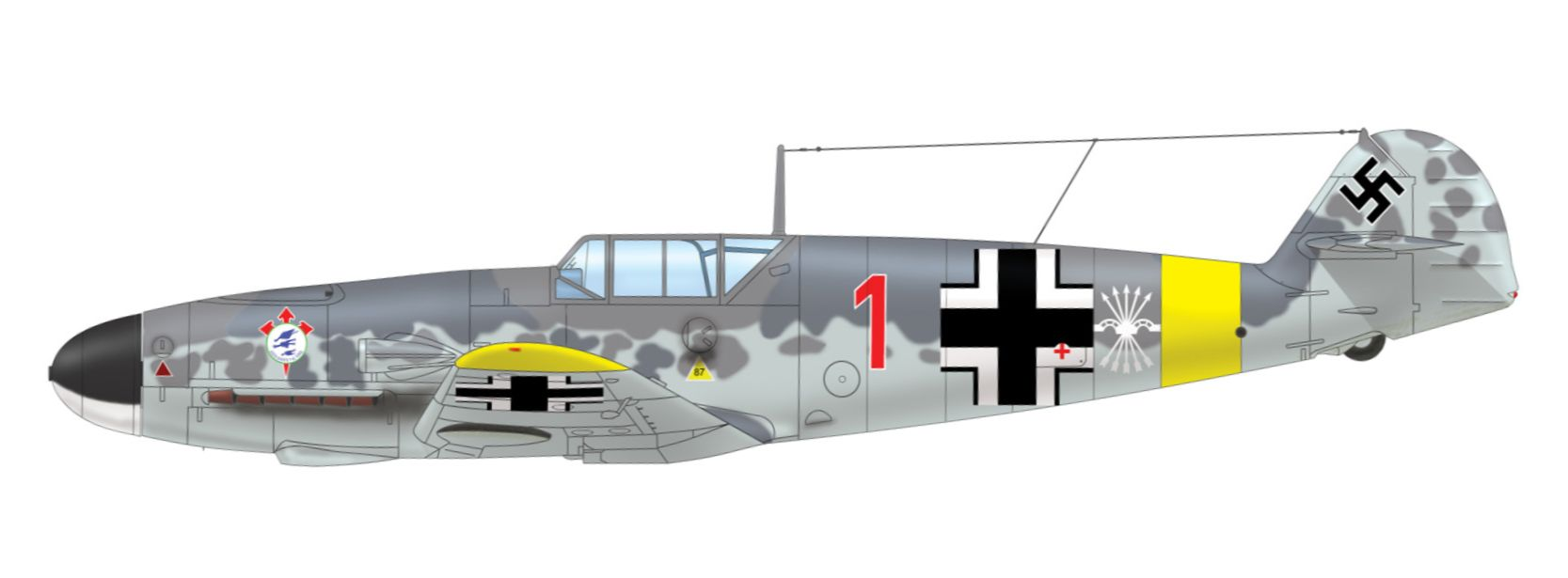
Messerschmitt Bf 109F-2 ur Jagdgeschwader 51 hörande blå skvadronen, vintern 1942/1943.

Blå skvadronen (spanska: Escuadrilla Azul) eller 15:e spanska flygflottiljen (tyska: 15. Spanische Staffel) var de trivialnamn som gavs en grupp frivilliga piloter och markpersonal rekryterade från det spanska flygvapnet som stred vid Nazitysklands sida på östfronten under andra världskriget. Den blå skvadronen var en motsvarighet som erbjöds av Franco till Nazityskland för dess hjälp med kondorlegionen under det spanska inbördeskriget. Likt den analoga frivilligkåren i tyska armén, blå divisionen, kom ”blå” i namnet från de spanska fascisternas blå skjortor.
Mellan september 1941 och maj 1943 roterade fem spanska skvadroner genom östfronten, kopplade till tyska flygvapnets flygflottiljer Jagdgeschwader 27 och Jagdgeschwader 51.
De spanska piloterna flög främst jaktplan av typen Messerschmitt Bf 109 och Focke-Wulf Fw 190 och sköt under två år ner mer än 160 sovjetiska flygplan på bekostnad av 20 egna förlorade, dödade, saknade eller tillfångatagna. Trots förfrågningar från spanska generalen Agustín Muñoz Grandes om att de skulle knytas till blå divisonen, stannade enheten kvar i centrala Ryssland tills de drog sig tillbaka 1943.